# Винорача
Винорача је насељено место града Јагодине у Поморавском округу. Према попису из 2022. има 1084 становника (према попису из 2011. било је 999 становника).
Овде се налазе Запис Димитријевића храст (Винорача) и Запис липа код школе (Винорача).

## Историја
До Другог српског устанка Винорача се налазила у саставу Османског царства. Након Другог српског устанка Винорача улази у састав Кнежевине Србије и административно је припадала Јагодинској нахији и Левачкој кнежини све до 1834. године када је Србија подељена на сердарства.
- Споменик народном хероју Милану Мијалковићу - Чичи
- Дом културе

## Демографија
У насељу Винорача живи 650 пунолетних становника, а просечна старост становништва износи 41,0 година (40,0 код мушкараца и 41,9 код жена). У насељу има 240 домаћинстава, а просечан број чланова по домаћинству је 3,33.
Ово насеље је насељено Србима (према попису из 2002. године).
|  |

| Демографија | Демографија | Демографија |
| Година      | Становника  | Становника  |
| ----------- | ----------- | ----------- |
| 1948.       | 824         |             |
| 1953.       | 810         |             |
| 1961.       | 868         |             |
| 1971.       | 781         |             |
| 1981.       | 796         |             |
| 1991.       | 802         | 775         |
| 2002.       | 799         | 849         |
| 2011.       | 999         |             |
| 2022.       | 1.084       |             |

| Етнички састав према попису из 2002.‍ | Етнички састав према попису из 2002.‍ | Етнички састав према попису из 2002.‍ | Етнички састав према попису из 2002.‍ | Етнички састав према попису из 2002.‍ |
| ------------------------------------ | ------------------------------------ | ------------------------------------ | ------------------------------------ | ------------------------------------ |
|                                      |                                      |                                      |                                      |                                      |
| Срби                                 | Срби                                 |                                      | 795                                  | 99,49%                               |
| Црногорци                            | Црногорци                            |                                      | 1                                    | 0,12%                                |
| Мађари                               | Мађари                               |                                      | 1                                    | 0,12%                                |
| непознато                            | непознато                            |                                      | 0                                    | 0,0%                                 |

| Винорача у пописима Јагодинске нахије — од 1818. до 1829.                         |       |       |       |       |       |       |          |       |       |       |       |       |
| Година пописа                                                                     | 1818. | 1819. | 1820. | 1821. | 1822. | 1823. | 1824/25. | 1825. | 1826. | 1827. | 1828. | 1829. |
| Куће                                                                              | 28    | 31    | 33    | 33    | 33    | 34    | 34       | 34    | 38    | 38    | 38    | 39    |
| Пореске главе*                                                                    | -     | 37    | 40    | 41    | 41    | 44    | 47       | 45    | 46    | 46    | 46    | 47    |
| Арачке главе**                                                                    | 60    | 80    | 83    | 84    | 92    | 95    | 99       | 104   | 118   | 115   | 111   | 112   |
| *Пореске главе = Ожењени мушкарци \| ** Арачке главе = Мушкарци од 7 до 70 година |       |       |       |       |       |       |          |       |       |       |       |       |

| Година пописа     | 1948. | 1953. | 1961. | 1971. | 1981. | 1991. | 2002. |
| ----------------- | ----- | ----- | ----- | ----- | ----- | ----- | ----- |
| Број домаћинстава | 182   | 184   | 224   | 227   | 235   | 233   | 240   |

| Број чланова      | 1  | 2  | 3  | 4  | 5  | 6  | 7  | 8 | 9 | 10 и више | Просек |
| ----------------- | -- | -- | -- | -- | -- | -- | -- | - | - | --------- | ------ |
| Број домаћинстава | 35 | 55 | 45 | 49 | 29 | 16 | 10 | 0 | 0 | 1         | 3,33   |

| Пол    | Укупно | Неожењен/Неудата | Ожењен/Удата | Удовац/Удовица | Разведен/Разведена | Непознато |
| ------ | ------ | ---------------- | ------------ | -------------- | ------------------ | --------- |
| Мушки  | 325    | 78               | 216          | 19             | 12                 | 0         |
| Женски | 351    | 56               | 218          | 68             | 9                  | 0         |
| УКУПНО | 676    | 134              | 434          | 87             | 21                 | 0         |

| Пол    | Укупно                    | Пољопривреда, лов и шумарство | Рибарство                            | Вађење руде и камена | Прерађивачка индустрија       |
| ------ | ------------------------- | ----------------------------- | ------------------------------------ | -------------------- | ----------------------------- |
| Мушки  | 170                       | 27                            | 0                                    | 1                    | 58                            |
| Женски | 78                        | 14                            | 0                                    | 0                    | 21                            |
| УКУПНО | 248                       | 41                            | 0                                    | 1                    | 79                            |
| Пол    | Производња и снабдевање   | Грађевинарство                | Трговина                             | Хотели и ресторани   | Саобраћај, складиштење и везе |
| Мушки  | 6                         | 15                            | 34                                   | 0                    | 13                            |
| Женски | 2                         | 1                             | 13                                   | 0                    | 3                             |
| УКУПНО | 8                         | 16                            | 47                                   | 0                    | 16                            |
| Пол    | Финансијско посредовање   | Некретнине                    | Државна управа и одбрана             | Образовање           | Здравствени и социјални рад   |
| Мушки  | 0                         | 1                             | 5                                    | 2                    | 1                             |
| Женски | 1                         | 0                             | 2                                    | 8                    | 9                             |
| УКУПНО | 1                         | 1                             | 7                                    | 10                   | 10                            |
| Пол    | Остале услужне активности | Приватна домаћинства          | Екстериторијалне организације и тела | Непознато            | Непознато                     |
| Мушки  | 7                         | 0                             | 0                                    | 0                    | 0                             |
| Женски | 4                         | 0                             | 0                                    | 0                    | 0                             |
| УКУПНО | 11                        | 0                             | 0                                    | 0                    | 0                             |